# Campionato mondiale maschile under 17 di calcio
Il Campionato mondiale di calcio Under-17 (in inglese FIFA U-17 World Cup) è la massima competizione calcistica riservata ai calciatori di età inferiore a 17 anni ed è organizzato dalla FIFA, il più importante organismo calcistico del mondo.
Nato come FIFA U-16 World Championship, la prima edizione si tenne in Cina nel 1985 e fu vinta dalla nazionale nigeriana. Da allora si svolse ogni due anni. Le prime tre edizioni furono riservate alle rappresentative Under-16 e solo dall'edizione del 1991, l'età limite fu alzata a 17. Con cinque successi, la Nigeria è la nazionale più vincente di questa competizione. La Germania, attuale detentrice, ha vinto il torneo per la prima volta nella sua storia.
Dall'edizione 2007, la competizione ha assunto il nome di FIFA U-17 World Cup. Un torneo corrispondente per calciatrici, il Campionato mondiale femminile Under 17 di calcio, si disputa dal 2008.

## Qualificazioni
| Confederazione                                   | Campionato                                  |
| ------------------------------------------------ | ------------------------------------------- |
| AFC (Asia)                                       | Campionato asiatico di calcio Under-16      |
| CAF (Africa)                                     | Campionato africano di calcio Under-17      |
| CONCACAF (America del Nord e Centrale e Caraibi) | Campionato nordamericano di calcio Under-17 |
| CONMEBOL (Sud America)                           | Campionato sudamericano di calcio Under-17  |
| OFC (Oceania)                                    | Campionato oceaniano di calcio Under-17     |
| UEFA (Europa)                                    | Campionato europeo di calcio Under-17       |

## Albo d'oro
| Anno                 | Paese ospitante     | Finale           | Finale        | Finale         | Finale terzo posto | Finale terzo posto | Finale terzo posto |
| Anno                 | Paese ospitante     | Campione         | Ris.          | Secondo Posto  | Terzo Posto        | Ris.               | Quarto Posto       |
| -------------------- | ------------------- | ---------------- | ------------- | -------------- | ------------------ | ------------------ | ------------------ |
| 1985 (U-16) Dettagli | Cina                | Nigeria          | 2-0           | Germania Ovest | Brasile            | 4-1                | Guinea             |
| 1987 (U-16) Dettagli | Canada              | Unione Sovietica | 1-1 4-2 (dtr) | Nigeria        | Costa d'Avorio     | 2-1 (dts)          | Italia             |
| 1989 (U-16) Dettagli | Scozia              | Arabia Saudita   | 2-2 5-4 (dtr) | Scozia         | Portogallo         | 3-0                | Bahrein            |
| 1991 Dettagli        | Italia              | Ghana            | 1-0           | Spagna         | Argentina          | 1-1 4-1 (dtr)      | Qatar              |
| 1993 Dettagli        | Giappone            | Nigeria          | 2-1           | Ghana          | Cile               | 1-1 4-2 (dtr)      | Polonia            |
| 1995 Dettagli        | Ecuador             | Ghana            | 3-2           | Brasile        | Argentina          | 2-0                | Oman               |
| 1997 Dettagli        | Egitto              | Brasile          | 2-1           | Ghana          | Spagna             | 2-1                | Germania           |
| 1999 Dettagli        | Nuova Zelanda       | Brasile          | 0-0 8-7 (dtr) | Australia      | Ghana              | 2-0                | Stati Uniti        |
| 2001 Dettagli        | Trinidad e Tobago   | Francia          | 3-0           | Nigeria        | Burkina Faso       | 2-0                | Argentina          |
| 2003 Dettagli        | Finlandia           | Brasile          | 1-0           | Spagna         | Argentina          | 1-1 5-4 (dtr)      | Colombia           |
| 2005 Dettagli        | Perù                | Messico          | 3-0           | Brasile        | Paesi Bassi        | 2-1                | Turchia            |
| 2007 Dettagli        | Corea del Sud       | Nigeria          | 0-0 3-0 (dtr) | Spagna         | Germania           | 2-1                | Ghana              |
| 2009 Dettagli        | Nigeria             | Svizzera         | 1-0           | Nigeria        | Spagna             | 1-0                | Colombia           |
| 2011 Dettagli        | Messico             | Messico          | 2-0           | Uruguay        | Germania           | 4-3                | Brasile            |
| 2013 Dettagli        | Emirati Arabi Uniti | Nigeria          | 3-0           | Messico        | Svezia             | 4-1                | Argentina          |
| 2015 Dettagli        | Cile                | Nigeria          | 2-0           | Mali           | Belgio             | 3-2                | Messico            |
| 2017 Dettagli        | India               | Inghilterra      | 5-2           | Spagna         | Brasile            | 2-0                | Mali               |
| 2019 Dettagli        | Brasile             | Brasile          | 2-1           | Messico        | Francia            | 3-1                | Paesi Bassi        |
| 2023 Dettagli        | Indonesia           | Germania         | 2-2 4-3 (dtr) | Francia        | Mali               | 3-0                | Argentina          |

### Vittorie per squadra
| Squadra          | Titoli                           | 2° posti                   | 3° posti             | 4° posti       |
| ---------------- | -------------------------------- | -------------------------- | -------------------- | -------------- |
| Nigeria          | 5 (1985, 1993, 2007, 2013, 2015) | 3 (1987, 2001, 2009)       |                      |                |
| Brasile          | 4 (1997, 1999, 2003, 2019*)      | 2 (1995, 2005)             | 2 (1985, 2017)       | 1 (2011)       |
| Ghana            | 2 (1991, 1995)                   | 2 (1993, 1997)             | 1 (1999)             | 1 (2007)       |
| Messico          | 2 (2005, 2011*)                  | 2 (2013, 2019)             |                      | 1 (2015)       |
| Germania         | 1 (2023)                         | 1 (1985)                   | 2 (2007, 2011)       | 1 (1997)       |
| Francia          | 1 (2001)                         |                            | 2 (2019, 2023)       |                |
| Unione Sovietica | 1 (1987)                         |                            |                      |                |
| Arabia Saudita   | 1 (1989)                         |                            |                      |                |
| Svizzera         | 1 (2009)                         |                            |                      |                |
| Inghilterra      | 1 (2017)                         |                            |                      |                |
| Spagna           |                                  | 4 (1991, 2003, 2007, 2017) | 2 (1997, 2009)       |                |
| Mali             |                                  | 1 (2015)                   | 1 (2023)             | 1 (2017)       |
| Scozia           |                                  | 1 (1989*)                  |                      |                |
| Australia        |                                  | 1 (1999)                   |                      |                |
| Uruguay          |                                  | 1 (2011)                   |                      |                |
| Argentina        |                                  |                            | 3 (1991, 1995, 2003) | 2 (2001, 2013) |
| Paesi Bassi      |                                  |                            | 1 (2005)             | 1 (2019)       |
| Costa d'Avorio   |                                  |                            | 1 (1987)             |                |
| Portogallo       |                                  |                            | 1 (1989)             |                |
| Cile             |                                  |                            | 1 (1993)             |                |
| Burkina Faso     |                                  |                            | 1 (2001)             |                |
| Svezia           |                                  |                            | 1 (2013)             |                |
| Belgio           |                                  |                            | 1 (2015)             |                |
| Colombia         |                                  |                            |                      | 2 (2003, 2009) |
| Guinea           |                                  |                            |                      | 1 (1985)       |
| Italia           |                                  |                            |                      | 1 (1987)       |
| Bahrein          |                                  |                            |                      | 1 (1989)       |
| Qatar            |                                  |                            |                      | 1 (1991)       |
| Polonia          |                                  |                            |                      | 1 (1993)       |
| Oman             |                                  |                            |                      | 1 (1995)       |
| Stati Uniti      |                                  |                            |                      | 1 (1999)       |
| Turchia          |                                  |                            |                      | 1 (2005)       |

* = paese ospitante
# = include la Germania Ovest

### Vittorie per continenti
| Confederazione (continente)                      | Performance                                                                            |
| ------------------------------------------------ | -------------------------------------------------------------------------------------- |
| CAF (Africa)                                     | 7 titoli, vinti da Nigeria (5) e Ghana (2)                                             |
| UEFA (Europa)                                    | 5 titoli, vinti da Francia (1), URSS (1), Svizzera (1), Inghilterra (1) e Germania (1) |
| CONMEBOL (Sud America)                           | 4 titoli, vinti dal Brasile                                                            |
| CONCACAF (America del Nord e Centrale e Caraibi) | 2 titoli, vinti dal Messico                                                            |
| AFC (Asia)                                       | 1 titolo, vinto dall'Arabia Saudita                                                    |
| OFC (Oceania)                                    | Secondo posto (Australia, 1999)                                                        |

## Premi
Ad ogni torneo vengono assegnati tre premi:
- La Scarpa d'oro al capocannoniere del torneo.
- Il Pallone d'oro al miglior giocatore del torneo.
- Il Premio Fair Play alla squadra più disciplinata del torneo.

Dal 2009 al miglior portiere del torneo viene assegnato il Guanto d'Oro.
| Torneo                 | Scarpa d'oro            | Pallone d'oro               | Premio Fair Play | Guanto d'oro      |
| ---------------------- | ----------------------- | --------------------------- | ---------------- | ----------------- |
| Cina 1985              | Marcel Witeczek         | William                     | Germania Ovest   |                   |
| Canada 1987            | Moussa Traoré           | Philip Osundu Moussa Traoré | Unione Sovietica |                   |
| Scozia 1989            | Fode Camara             | James Will                  | Bahrein          |                   |
| Italia 1991            | Adriano                 | Nii Lamptey                 | Argentina        |                   |
| Giappone 1993          | Wilson Oruma            | Daniel Addo                 | Nigeria          |                   |
| Ecuador 1995           | Daniel Allsopp          | Mohamed Kathiri             | Brasile          |                   |
| Egitto 1997            | David                   | Santamaría                  | Argentina        |                   |
| Nuova Zelanda 1999     | Ishmael Addo            | Landon Donovan              | Messico          |                   |
| Trinidad & Tobago 2001 | Florent Sinama-Pongolle | Florent Sinama-Pongolle     | Nigeria          |                   |
| Finlandia 2003         | Cesc Fàbregas           | Cesc Fàbregas               | Costa Rica       |                   |
| Perù 2005              | Carlos Vela             | Anderson                    | Corea del Nord   |                   |
| Corea del Sud 2007     | Macauley Chrisantus     | Toni Kroos                  | Costa Rica       |                   |
| Nigeria 2009           | Borja                   | Sani Emmanuel               | Nigeria          | Benjamin Siegrist |
| Messico 2011           | Souleymane Coulibaly    | Julio César Gómez           | Giappone         | Jonathan Cubero   |
| Emirati Arabi 2013     | Valmir Berisha          | Kelechi Iheanacho           | Messico          | Dele Alampasu     |
| Cile 2015              | Victor Osimhen          | Kelechi Nwakali             | Ecuador          | Samuel Diarra     |
| India 2017             | Rhian Brewster          | Phil Foden                  | Brasile          | Gabriel Brazão    |
| Brasile 2019           | Sontje Hansen           | Gabriel Veron               | Ecuador          | Matheus Donelli   |